# Lipiny (rybník)
Lipiny je rybník na Libušském potoce v dolní části Modřanské rokle na Praze 4. Byl založen v roce 2018 na místě dříve zanedbané lokality v katastrálním území Modřany. Slouží pro rekreaci a také jako biotop pro živočichy. Cena projektu založení byla 5 milionů korun.

## Historie a zajímavosti
V 1. polovině 19. století se v této lokalitě nacházely meandry Libušského potoka a v okolí byly zejména louky využívané jako pastviny. Ve druhé polovině 20. století došlo v okolí k výstavbě sídlišť, a proto byla tato část Libušského potoka pod Modřanskou roklí zregulována. Některé úseky byly svedeny do zatrubnění a původní údolí bylo zavezeno navážkou zeminy a stavebního odpadu. V roce 2014 vznikl záměr území zrevitalizovat a vybudovat tu i vodní plochu.

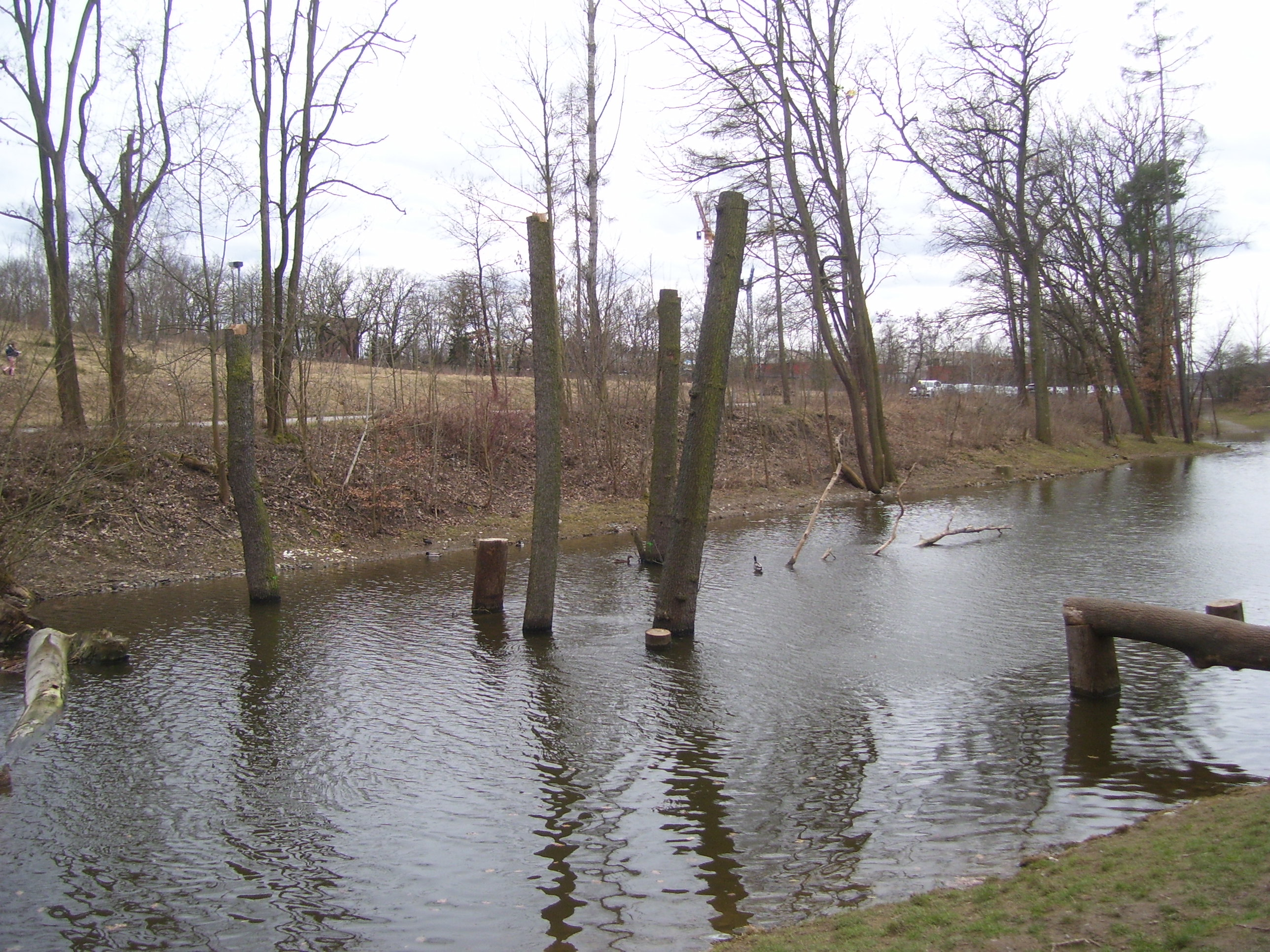
Kmeny stromů ponechané pro ptáky a bezobratlé

Rybník bude využíván pro chov ryb. Na dvou místech byly pod hladinou ponechány zbytky pařezů vytrhaných při výstavbě rybníka, které slouží jako úkryty pro ryby a také pro rozvoj bezobratlých živočichů. U nátokové části bylo ve vodě ponecháno i několik původních vzrostlých stromů, protože někteří bezobratlí i ptáci takové pozvolna odumírající stromy vyhledávají.